# Peres Jepchirchir
Peres Jepchirchir, född 27 september 1993, är en kenyansk friidrottare specialiserad på långdistans- och maratonlöpning.

## Karriär
Jepchirchir tog guld på maratonlöpning vid de olympiska sommarspelen 2020. Hon har även segrat vid ett flertal andra stora maratonlopp såsom New York, Boston och London. Vid London Marathon 2024 sprang hon det snabbaste maratonloppet med enbart kvinnliga deltagare.